# Кримська вулиця (Київ)
Крим́ська ву́лиця — вулиця в Голосіївському районі міста Києва, місцевість Саперна слобідка. Пролягає від Феодосійської вулиці до Стратегічного шосе.

## Історія
Виникла в 2-й половині XIX століття під назвою Польова. Сучасна назва — з 1930-х років (повторно затверджена 1955 року).
На початку 1980-х років у зв'язку з частковим знесенням забудови межі XIX–ХХ століть на Саперній слобідці було знесено малоповерхову забудову з непарного боку вулиці (приватна забудова парного боку вулиці збереглася) та ліквідовано Кримський провулок, що пролягав паралельно.